# John Brullaghhaun
John Brullaghhaun foi um prelado irlandês da Igreja Católica Romana em meados do século XVIII.
Brullaghhaun nasceu no condado de Londonderry e serviu como bispo de Derry de 1749 até à sua morte um ano mais tarde.